# Félix Édouard Guérin-Méneville

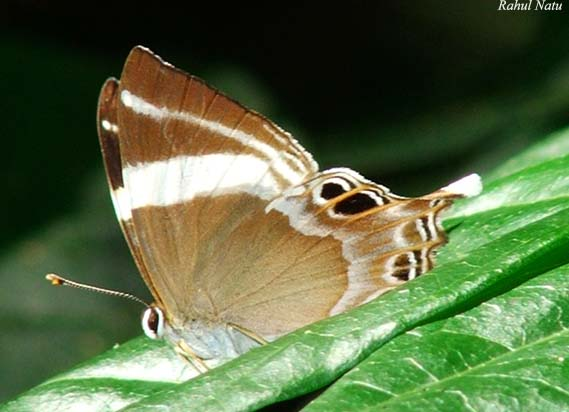
Abisara neophron, motýl popsaný Guérin-Ménevillem v roce 1847

Félix Édouard Guérin-Méneville, také známý jako F. E. Guerin, (12. října 1799 Toulon – 26. ledna 1874 Paříž) byl francouzský entomolog, koleopterolog.

## Život
Guérin-Méneville změnil své příjmení na Guérin v roce 1836. Během svého života se zabýval hlavně brouky (Coleoptera).
Guérin-Méneville byl autorem ilustrovaného díla Iconographie du Regne Animal de G. Cuvier 1829–1844, doplněk k dílu G. Cuviera a P. A. Latreillea, kterému chyběly ilustrace.
Guérin-Méneville založil několik odborných časopisů: Magasin de zoologie, d’anatomie comparée et de paléontologie (1830), Revue zoologique par la Société cuviérienne (1838), Revue et Magasin de zoologie pure et appliquée (1849), a Revue de sériciculture (1863). Byl také editorem Dictionnaire Pittoresque d’Histoire Naturelle , díla vydávaného v Paříži v letech 1836–1839. Byl zvolen prezidentem Francouzské entomologické společnosti pro rok 1846.
Je znám jako autor více než 400 entomologických prací. Jeho autorská značka se používá v podobách „Guér, Guér.-Mén., nebo Guérin“.
Během života popsal několik druhů hmyzu, např.: Octotoma scabripennis Guérin-Méneville, Aphrophora flaviceps Guérin-Méneville, 1844, Aphrophora ornata Guérin-Méneville, 1844, Cercopis numida Guérin-Méneville, 1844, Phymatostetha stellata Guérin-Méneville, 1844, Ptyelus ornatus Guérin-Méneville, 1844, Sphodroscarta ornata Guérin-Méneville, 1844, Salona panorpaepennis Guérin-Méneville, Antheraea yamamai Guérin-Méneville, 1861, Anaea aidea Guérin-Méneville, 1844,
Jeho sbírka hmyzu se nachází na několika místech: brouci (Coleoptera): svižníci, střevlíkovití a drabčíkovití jsou v Přírodopisném muzeu v Londýně. Část sbírky je v Muséum des sciences naturelles de Belgique v Bruselu.

## Dílo
- Histoire naturelle des crustaces, arachnides et insectes. Page pl. 8 in Duperrey, L. I. Voyage autour du monde, execute par ordre du Roi, sur la corvette de Sa Majeste, La Coquille, pendent les annees 1822, 1823, 1824 et 1825. Zoologie 2. Paris. 319 pp., 1831
- Insectes du voyage de la Favorite. Magasin de Zoologie 8(9):1â€“80, 1838
- Description de quelques Chrysidides nouvelle. Rev. Mag. Zool. (1)5: 144 -150, 1842
- Observations sur les apiaires méliponides, par Maximilien Spinola. Revue Zoologique, Société Cuvierienne, vol. 5: 382. (Diciembre) Review of Spinola, 1842
- IV. Mélages et Nouvelles. Sur les Meliponides. Revue Zoologique, Société Cuvierienne, vol. 5: 268 - 268, 1842
- Observations sur les apiaires méliponides, par Maximilien Spinola. Rev. Zool., Soc. Cuvierienne, vol. 5: 382. Review of Spinola, 1842
- Iconographie de regne animal de G. Cuvier, ou representation d'apres nature de l'une des especes les plus remarquables, et souvent non encore figurees, de chaque genre d'animaux. J. B. Bailliere, Paris, 1844
- Observations sur un insecte qui attaque les olives, dans nos dipartements miridionaux, et cause une diminution trhs-considirable dans la ricolte de l'huile. Comptes Rendus Hebdomadaire des Seances de l'Academie 19: 1147 - 1150, 1844
- Iconographie du Rhegne Animal de G. Cuvier, Vol. 7, Insects. Bailliere Brothers, Paris. 576 pp, 1844
- Iconographie du Règne Animal de G. Cuvier, ou Représentation d'après Nature de L'une des Espèces les plus Remarquables et souvent non encore Figurees, de Chaque Genre dâ€™Animaux, vol. 3. J. B. Baillière, Paris. 576 pp, 1844
- Famille des Heterogynes. Pages 351-353 in Lefebvre, T. Voyage en Abyssinie execute pendant les annees 1839 - 1843. 6 (part 4). Histoire naturelle-Zoologie. Paris. 298 pp, 1849
- Notice sur une nouvelle espice de fourmi dicouverte a Saint-Domingue par M. Auguste Salli, et qui fait son nid dans des plaines maricageuses, sur les buissons. Revue et Magasin de Zoologie Pure et Appliquee (2)4: 73 - 79, 1852
- Rapport de la sous commission chargee de l´examen des miels et cire. Commissaires: MM. Guerin Meneville, Tastet, et Bigot, rapportear. Bulletin de la Société Imperiale Zoologique d'Acclimatation. Tomo III. 101 - 107, 1857
- Iconographie du régne animal de G. Cuvier. Paris, vol. 2, Planches des animaux invertebres, pl. 75, figs. 6, 7 (dated 1835); vol. 3, Texte explicatif, Insectes, 462 - 465, (1829 - 1844)